# جواو لوتز
جواو لوتز (بالإنجليزية: Jo Lutz)‏ هي مجدفة أسترالية، ولدت في 3 أغسطس 1980 في برث في أستراليا.

## وصلات خارجية
- جواو لوتز على موقع الاتحاد الدولي للتجديف (الإنجليزية)